# Oncidium cornigerum
Oncidium cornigerum là một loài phong lan có ở miền nam và đông nam Brasil tới Paraguay.